# Sing Me a Lullaby, My Sweet Temptation
Sing Me a Lullaby, My Sweet Temptation (с англ. — «Спой мне колыбельную, моё сладкое искушение») — третий студийный альбом американского дуэта $uicideboy$, вышедший 29 июля 2022 года на лейбле G*59 Records. Альбом является продолжением их релиза 2021 года Long Term Effects of Suffering. Альбом был слит в сеть 17 июня.

## Предыстория
Выпуску альбома предшествуют два сингла «THE_EVIL_THAT_MEN_DO» и «Escape from BABYLON», выпущенные соответственно в апреле и июне 2022 года и вошедшие в трек-лист. Обложка альбома, трек-лист и дата релиза были опубликованы в начале июня в аккаунтах дуэта в социальных сетях.
На обложке альбома изображена обрезанная фотография российского протоиерея Вячеслава Резникова, который умер 15 мая 2011 года.

## Список треков
| №   | Название                                                        | Длительность |
| --- | --------------------------------------------------------------- | ------------ |
| 1.  | «Genesis»                                                       | 2:42         |
| 2.  | «Matte Black»                                                   | 3:58         |
| 3.  | «Fucking Your Culture»                                          | 3:16         |
| 4.  | «1000 Blunts»                                                   | 2:55         |
| 5.  | «In Constant Sorrow»                                            | 2:38         |
| 6.  | «Escape from Babylon»                                           | 2:21         |
| 7.  | «Ashes of Luxury»                                               | 1:37         |
| 8.  | «Resistance is Useless»                                         | 2:22         |
| 9.  | «Eulogy»                                                        | 3:47         |
| 10. | «No Matter Which Direction I'm Going, I Never Chase These Hoes» | 2:34         |
| 11. | «$uicideboy$ Were Better in 2015»                               | 2:23         |
| 12. | «Unlucky Me»                                                    | 2:35         |
| 13. | «The Evil That Men Do»                                          | 2:53         |